# Хагуарес де Кордова
«Хагуа́рес де Ко́рдова» (исп. Jaguares de Córdoba) — колумбийский футбольный клуб, базирующийся в Монтерии (муниципалитет Кордова). Клуб был основан 5 декабря 2012 года на базе множества ранее существовавших клубов, и с 2015 года выступает в Примере Колумбии.

## История

Прежний логотип «Хагуарес де Кордова»

Клуб был образован 5 декабря 2012 года на встрече нынешнего президента клуба, алькальда Монтерии и администрации департамента. Клуб стал правопреемником клуба «Сукре» из Синселехо, который, в свою очередь, образовался на основе «Пасифико» из Буэнавентуры. Последний заменил «Депортес Пальмиру» из Пальмиры, а тот, наконец, возник в 2009 году на базе существовавшего с 1995 года клуба «Хирардот» из одноимённого города. Таким образом каждая из этих промежуточных команд существовала по году. Новое руководство клуба заверило, что «Хагуарес» не повторит их судьбу.
В чемпионате Апертуры 2017 года «Хагуарес де Кордова» занял пятое место в Примере — это лучший результат в истории клуба.

## Титулы
- Победитель Категории Примеры B (1): 2014

## Сезоны
- Участник Примеры (13): 2015—н.в.
- Участник Категории Примеры B (2): 2013—2014
- Участник Южноамериканского кубка (1): 2018